# Przekazywanie 1,5% podatku dochodowego na rzecz organizacji pożytku publicznego w Polsce

Logotyp 1%

Przekazywanie 1,5% podatku dochodowego na rzecz organizacji pożytku publicznego w Polsce, także: 1,5% (półtora procent), mechanizm półtora procent – polski wariant regulacji obecnej w wielu państwach świata, polegającej na przekazywaniu części podatku dochodowego na cele publiczne przez podatnika. Według prawa polskiego pierwotnie było to 1% podatku dochodowego od osób fizycznych (PIT). Podatnicy podatku dochodowego od osób prawnych (CIT) nie mają tej możliwości. W ten sposób finansowane mogą być jedynie organizacje pożytku publicznego (OPP).
Przekazywanie części podatku na rzecz organizacji pozarządowych działających na rzecz dobra wspólnego jest szczególnie popularne w społeczeństwach, w których nie ma tradycji przekazywania środków na cele dobroczynne. Mechanizm 1% uniezależnia OPP od finansowania bezpośrednio przez władze publiczne.
Począwszy od roku 2023 (w rozliczeniu PIT za rok podatkowy 2022), dzięki przepisom Polskiego Ładu 2.0, podatnicy mogą przekazywać 1,5% podatku na rzecz Organizacji Pożytku Publicznego.

## Historia regulacji
Przekazywanie 1% omawiano w ramach szerszej inicjatywy ustanowienia prawa dla „trzeciego sektora”. Prace nad nowymi przepisami trwały od 1996 do 2003. Rozmawiano o roli organizacji pozarządowych i państwa, finansowaniu trzeciego sektora, a także o oddzieleniu organizacji działających na rzecz dobra publicznego od pozostałych organizacji pozarządowych. Ostatecznie mechanizm 1% został wprowadzony 1 stycznia 2004, kiedy weszła w życie ustawa o działalności pożytku publicznego i o wolontariacie. W wyniku zmian w systemie podatkowym w Polsce od 2023 maksymalna kwota możliwa do przekazania przez podatnika wzrosła z 1 do 1,5% podatku.

## Sposób przekazywania podatku
Jeden procent mogą przekazać podatnicy podatku dochodowego od osób fizycznych, opodatkowani ryczałtem od przychodów ewidencjonowanych, objęci 19-procentową stawką podatku liniowego, a także uzyskujący dochód z odpłatnego zbycia papierów wartościowych oraz pochodnych instrumentów finansowych. Aby zachować prawo do przekazania 1%, należy złożyć rozliczenie roczne w ustawowym terminie, tj. 31 stycznia dla zryczałtowanego podatku od przychodów PIT-28, 30 kwietnia dla podatku dochodowego od przychodów osób fizycznych PIT-36, PIT-37, odpłatnego zbycia papierów wartościowych PIT-38.
Przed 1 stycznia 2007 roku podatnik był obowiązany osobiście dokonać przelewu na rzecz wybranej przez siebie OPP, a następnie odliczyć tę kwotę w swoim rozliczeniu rocznym. Od 2007 na wniosek podatnika wyrażony w zeznaniu rocznym 1% na konto bankowe OPP przekazuje naczelnik urzędu skarbowego.
Zgodnie z nowelizacją Ustawy o podatku dochodowym od osób fizycznych oraz niektórych innych ustaw, którą Sejm przegłosował 4 października 2018 roku, podatnicy mogą skorzystać z nowego sposobu rozliczania PIT, zaakceptowania formularza przygotowanego przez Krajową Administrację Skarbową, udostępnionego w Portalu Podatnika. Jeśli nie zrobią tego samodzielnie, formularz zostanie automatycznie wysłany 30 kwietnia o północy. W formularzach przygotowanych przez KAS 1% jest przepisywany z formularzy PIT z roku poprzedniego.

## 1% w latach 2003–2020
Liczba podatników, którzy przekazali 1% swojego podatku (mln osób):
Kwota przekazanego 1% podatku (mln zł):
| Rok podatkowy | Liczba podatników, którzy przekazali 1% swojego podatku | Kwota przekazanego 1% podatku (zł) |
| ------------- | ------------------------------------------------------- | ---------------------------------- |
| 2019          | 14794000                                                | 906995835,37                       |
| 2018          | 14499000                                                | 874392963,23                       |
| 2017          | 14131000                                                | 761276797,62                       |
| 2016          | 13614000                                                | 660188590,89                       |
| 2015          | 13178000                                                | 617521600,64                       |
| 2014          | 12457000                                                | 557563428,71                       |
| 2013          | 12034000                                                | 506551310,69                       |
| 2012          | 11537414                                                | 480042179,27                       |
| 2011          | 11165578                                                | 457315813,63                       |
| 2010          | 10134625                                                | 400241359,84                       |
| 2009          | 8623928                                                 | 357141279,41                       |
| 2008          | 7324953                                                 | 380133384,70                       |
| 2007          | 5134675                                                 | 291594362,90                       |
| 2006          | 1604142                                                 | 105438000                          |
| 2005          | 1156510                                                 | 62332000                           |
| 2004          | 680541                                                  | 41616000                           |
| 2003          | 80320                                                   | 10365000                           |

W latach 2004–2007 (za lata podatkowe 2003–2006) odsetek uprawnionych podatników, którzy przekazali 1%, wzrastał w następujący sposób: w roku 2004 wyniósł on 0,33%, w roku 2005 było to 2,78%, rok później – 4,71%, a w 2007 było to 6,49% uprawnionych podatników. W roku 2016 odsetek ten wzrósł do 49% (było to wtedy 59% podatników wykazujących w zeznaniach należny podatek).

## 1% CIT
W Polsce przekazywanie 1% podatku dochodowego dotyczy jedynie podatku dochodowego od osób fizycznych (PIT), a nie od osób prawnych (CIT). W 2020 Instytut Spraw Obywatelskich rozpoczął kampanię na rzecz zmiany prawa umożliwiającej przekazywanie 1% CIT. Takie rozwiązanie funkcjonuje na Słowacji. Autorzy propozycji przekonują, że daje to wiedzę o ryzykach wprowadzenia takiego rozwiązania i o sposobach minimalizowania tych ryzyk.

## Krytyka
Celem wprowadzenia 1% było zmniejszenie różnic między OPP. Problem ten pozostaje nierozwiązany. OPP konkurują między sobą o podatników – organizacje małe i lokalne są w gorszej sytuacji niż organizacje duże, ogólnopolskie. Istnieje też koncentracja środków w bardzo małym gronie największych beneficjentów. Przykładowo w 2014 tylko jedna fundacja (Fundacja Dzieciom „Zdążyć z Pomocą”) otrzymała ponad ¼ wszystkich funduszy przekazanych w ramach 1%. Dziesięć najhojniej obdarowanych organizacji zebrało 1/3 środków.
Ze wspomnianych dziesięciu największych beneficjentów w roku 2014 sześć było właściwie „pośrednikami”, ponieważ zbierały one fundusze na rzecz podmiotów, które nie mają statusu OPP, lub osób indywidualnych. Mechanizm 1% jest prywatyzowany – środki publiczne służą finansowaniu świadczeń zdrowotnych dla konkretnych, prywatnych osób.
Istnieją również nieprawidłowości dotyczące komunikacji o 1%. Fundusze zbierane w ramach 1% stanowią coś podobnego do budżetu partycypacyjnego, ponieważ są finansami publicznymi. Jednakże przekazywanie 1% jest błędnie ukazywane jako rodzaj filantropii i utrudnia rozwój właściwej filantropii. W 2012 stwierdzono zmniejszenie wpływów z darowizn spowodowane popularnością 1%. Ponadto mechanizm 1% tworzy błędne wrażenie, że wszystkie organizacje pożytku publicznego pomagają potrzebującym.
Wreszcie w zamyśle twórców ustawy prawo do otrzymywania 1% miało być tylko jednym z wyróżników organizacji pożytku publicznego. W praktyce jest to ich główna cecha.